# PBCウラル・グレート
PBCウラル・グレート・ペルミ（PBC Ural Great Perm）は、ロシア・ペルミを本拠地としていたプロバスケットボールチームである。ホームアリーナはモロット・スポーツホール。

## 概要
1995年設立。2001年と2002年にロシアリーグ優勝を果たした。
2008年10月14日、債務超過や所属選手への給与未払いにより、チームは解散した。

## 獲得タイトル
- ロシアリーグ: 2000–01, 2001–02
- ロシアカップ: 2003–04
- ユーロカップ・チャレンジ: 2005–06
- NEBL: 2000–01